# João Antunes Portugal
João Antunes Portugal foi um administrador colonial português que foi enviado para exercer o cargo de Capitão-mor no antigo território português subordinado à Índia Portuguesa de Timor-Leste, em 1680, apesar de ter sido recusado pelas autoridades locais. Foi antecedido por António da Hornay e sucedido por Francisco da Hornay.